# ウドム・テーパーニット

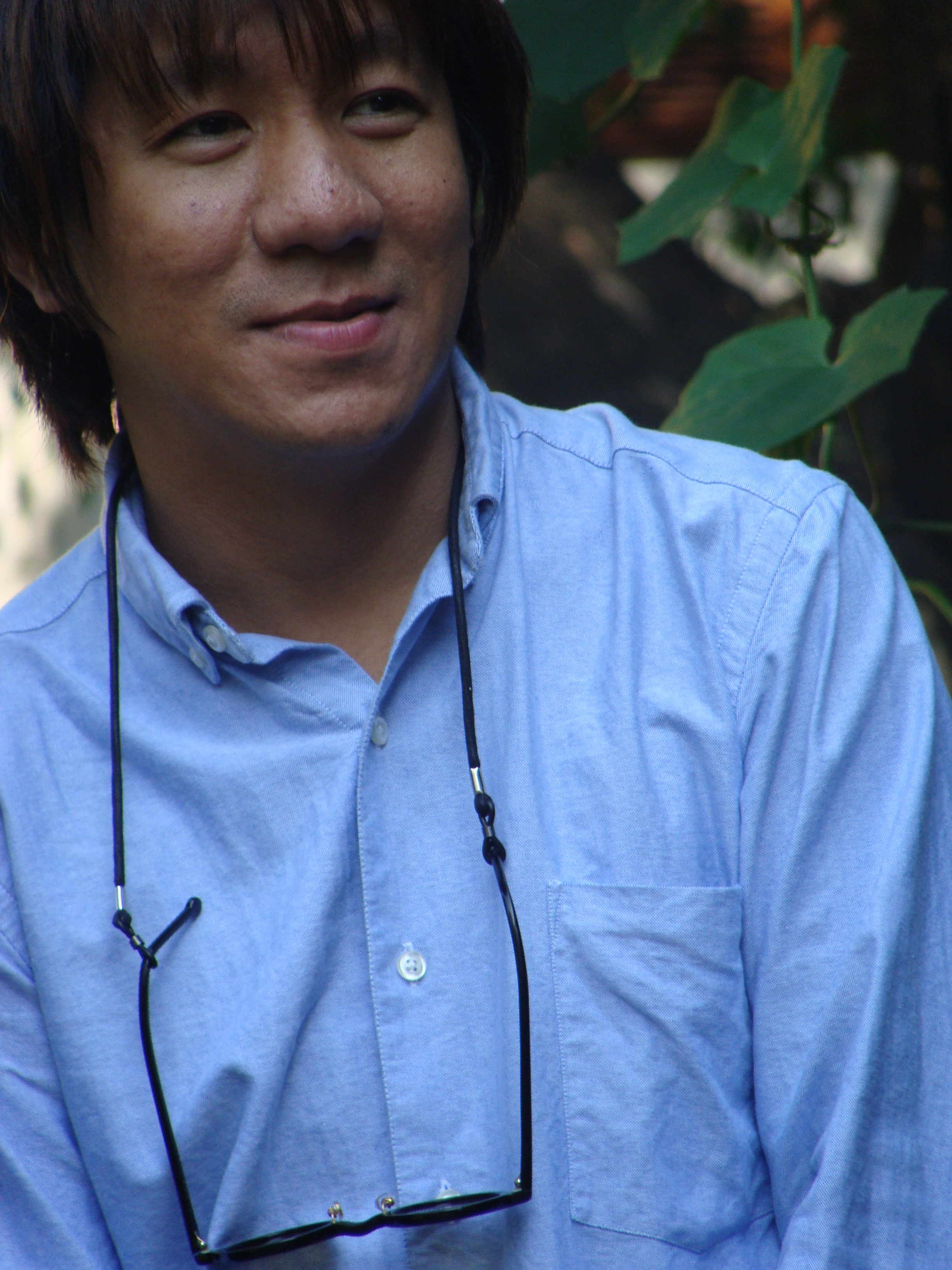

ウドム・テーパーニット（タイ語:อุดม แต้พานิช、英語:Udom Taephanich、1968年9月1日-）は、タイ王国チョンブリー県生まれのコメディアン、アーティスト、俳優。

## 略歴
ウドム・テーパーニットはノート（Note、โน้ต）の名で知られ、ノート＝ウドム・テーパニットまたはノート＝ウドム・テーパーニットと日本語表記される場合もある。
1993年、バラエティ番組『ユッタガーンカヤップンゴック』において5人グループの一人として出演したのが芸能界入りして初めての大きな仕事だった。同番組は当時の5チャンネルの中では最高視聴率を記録し、それをきっかけにウドムは芸能界において『ノート』という愛称で呼ばれるようになる。最初の成功を収めるとウドム・テーパーニットは『ユッタガーンカヤップンゴック』をやめる決心をし、舞台で一人だけのトークショーを開催した。そのトークショーは大成功を収めてタイ国内に一大ブームを巻き起こし、タイの民衆に初めて"Stand Up Comedy" もしくは『ディヤオマイクロフォン（เดี่ยวไมโครโฟน マイク一本だけ、と言う意味）』という言葉を知らしめることになった。
1995年の『ディヤオマイクロフォン』初回興行は、ノート＝ウドム・テーパーニットの名前を国内トップクラスのコメディアンに変えた。2、3、4、5、6回と回を重ねるたびに多くのチケットが売れ、公演回数が増えていった。国内で舞台公演において同規模の集客力を持つのはトンチャイ・マッキンタイ以外にはいない。
2008年2月1日から3月2日にかけて、5年ぶりのディヤオマイクロフォン「ディヤオ7」公演は連日満員御礼。
3月末には、オーストラリアでの公演を控える。
2009年8月に初のニューヨーク公演。10月に初の日本公演。
スタンドアップコメディアンとして活躍する一方、出版物以外にもチャートリーチャルーム・ユコン監督の映画『クローング（英題・BOX）』に出演し、主演男優として国内最高額の出演料を手にする。さらに携帯電話DTACのコマーシャルにも出演した。
アーティスト、画家としても毎年個展を開いており、1999年に初めて個展『下剤(ยาระบาย)』。2000年に個展『Note Udom on Canvas』、2001年に個展『Voodoo Gu do』を開く。2005年には横浜トリエンナーレ2005にsoi projectのメンバーとして参加。最新の個展は2006年7月2日から31日にかけてスクムビット・ソイ55　トンローソイ15のJアベニュー4階にあるJギャラリーで開催された『DOMCUMENTARY』でドローイング、ペインティング、プリンティング、スカルプチャーを展示した。そして同年、ピン・ラムプラプレーン監督の映画『コート・ラック・エン・ルーイ』に主演した。
様々な分野での実績により、ウドム・テーパーニットはタイ国内それぞれのクリエィティヴな業界において重要な人物だと認知されている。

## 受賞
- 1997年、『クルンテープ・トゥラギット』紙のコラムで「今年の人」に選ばれる。
- 1999年、英字紙『The Nation』の特版で、「今世紀の芸能人100人」に選ばれる。　同年、雑誌『Hi Class』においてタイ国内で思想的な影響力がある50人の一人として紹介される。
- 2006年、映画『コート・ラック・エン・ルーイ』で2006年度『コム・チャット・ルック賞』の最優秀主演男優賞を受賞。

## 公演回数
『ディヤオマイクロフォン・One Stand upComedy』　全3公演
『ディヤオマイクロフォン2・ウドムショーフワーイ』　全14公演
『ディヤオマイクロフォン3・ウドムカーンチャーン』　全22公演
『ディヤオマイクロフォン・ディヤオ4』　全28公演
『ディヤオマイクロフォン5・チャーイディヤオ』　全30公演
『ディヤオマイクロフォン6・トゥートムック』　全43公演
『ディアオ7』　全39公演

## 著書
著述においても、ウドム・テーパーニットはベストセラーメーカーであり、現在までに20冊の著作が発行されている。
1. โทษฐานที่รู้จักกัน　随筆集
2. เดี่ยวไมโครโฟน 1　ディヤオ1『ディヤオマイクロフォン・One Stand up Comedy』舞台記録
3. หนังสือโป๊　随筆集　（邦訳題『エロ本』）
4. เดี่ยวไมโครโฟนโชว์ห่วย　ディヤオ2『ディヤオマイクロフォン2・ウドムショーフワーイ』舞台記録
5. โน้ตบุ๊ค　日記（1996年2月～1997年1月）
6. รวมมิตรแต้พานิช　随筆集
7. ก้นกล่อง　主演映画『クローング』撮影記録
8. เดี่ยว 4　ディヤオ4『ディヤオマイクロフォン・ディヤオ4』舞台記録
9. GU 1 (Garbage of Udom)　日記
10. GU 2 (Garbage of Udom)　日記
11. GU 3 (Garbage of Udom)　日記
12. GU 123 (Garbage of Udom)　日記（2000年2月～2001年2月）
13. ฉายเดี่ยว　ディヤオ5 舞台記録
14. エロ本　白石昇訳　白石昇事務所発行 ISBN 9742725543　随筆集"หนังสือโป๊"の邦訳
15. I don’t know　ドローイング集
16. a dom　タイ国初のパロディ雑誌（責任編集）
17. ตูดหมึก　ディヤオ6『ディヤオマイクロフォン6・トゥートムック』 舞台記録
18. GU 123 白石昇訳　ポーディーパーニット発行　ISBN 9749340043　日記（2000年2月～2001年2月）"GU 123 (Garbage of Udom)"の邦訳
19. a dom 2　パロディ雑誌（責任編集）
20. Domcumentary 　お笑い芸人としてだけではなく、多くの人にまだ知られていない画家としてのウドムの紹介や、他人から見ればゴミにしか見えないものをリサイクルし、生命ある美しいアートにした作品を集めたアートブック。タイ語と日本語の2カ国語による編集。

## アート作品
1. ART? - 1998 バンコク、『ナープララーン』にて開催。
2. 『下剤』 ยาระบาย - 1999 バンコク、『アバウトカフェ』にて開催。
3. Udom on Canvas - 2000 バンコク、『ルームサービス』にて開催。
4. Voodoo Gudo - 2001 バンコク、『ト・キム』にて開催。
5. The Painting I Like - 2002 チェンマイ、『ゴーンディー・ギャラリー』にて開催。
6. Art Against War - 2003 チェンマイ、『ウモン・アート』にて開催。
7. Free-dom - 2004 チェンマイ、『エカギャラリー』にて開催。
8. Yokohama Triennale 2005 - 2005 ソイ・プロジェクトのメンバーとして参加。
9. Domcumentary - 2006 バンコク、スクムウィット通りJアベベニューの『Jギャラリー』にて7月2日から31日まで開催。
10. PLAT FORM new media lab – 2006　ポンウィサック・リムサクンとともに『Dark Conversation』というタイトルのインタラクティヴ・アートを製作。 11月23日から12月の16日まで、チュラロンコン王立大学展示ホールにて展示。
11. Project Zero – 2007 ランナー・セントラルワールドで6月9日から14日まで開催。
12. Myspace – 2007　11月10日から11日までの2日間、バンコク、ムアントンタニ・チャレンジャーホールで開催されたFAT FESTIVEL#7で『Myspace』というタイトルのオブジェクトを展示。
13. CHANGE - 2008 バンコク、センター・オブ・アートにて開催。
14. No Wall : Art and Friendship - 2008 バンコク、クルスパーガオ印刷工場にて8月16日から30日まで開催。
15. 『キレイね』 ขี้เหร่เนะ - 2008 バンコク、スクムウィット通りJアベベニューの『Jギャラリー』にて10月23日から11月5日までキン・シオタニと共同開催。
16. 『ラッパー』 แร็พเปอร์ - 2008 バンコク、『ギャラリィヤン・アンド・ルンピニー』にて11月13日から12月23日まで開催。

## 出演映画
- กล่อง - 1998
- โคตรรักเอ็งเลย  - 2006
- เมล์นรก หมวยยกล้อ  - 2007
- อีติ๋มตายแน่  - 2008（主演・脚本）